# Underneath (canción de Tarja)
«Underneath» es el cuarto sencillo de Tarja Turunen de su tercer álbum What Lies Beneath. Es una power ballad compuesta por Turunen y Johnny Andrews.

## Lanzamiento
El sencillo fue lanzado en formato digital el 22 de abril de 2011. Posteriormente, fue lanzado en vinilo en Estados Unidos, el 24 de mayo de 2013. Lo recaudado fue donado para las víctimas del terremoto y tsunami de Japón de 2011. Es el único sencillo del álbum que no logró entrar a las listas de ningún país.

## Canciones
Versión europea digital
| Pista | Título                        |
| ----- | ----------------------------- |
| 1     | «Underneath» (Radio Mix)      |
| 2     | «Underneath» (Orchestral Mix) |
| 3     | «Montañas De Silencio»        |

La versión UNISEF digital incluye únicamente a una versión de «Underneath» con la participación de Jyrki Linnankivi. La versión física en vinilo incluye a ambas versiones de «Underneath», pero excluye a la bonus track «Montañas De Silencio».